# Hornabec

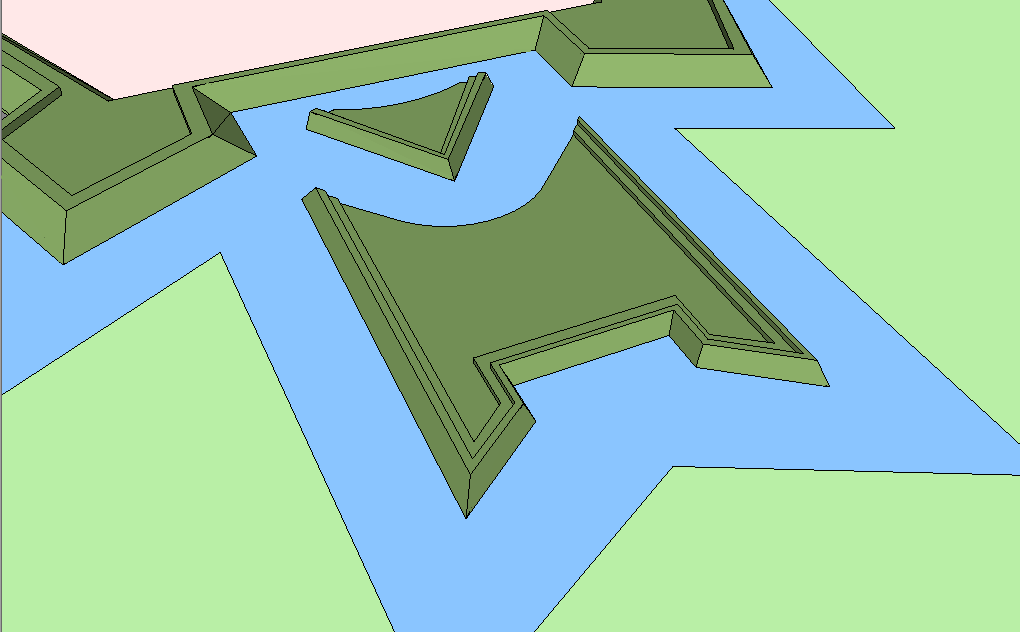
Hornabec

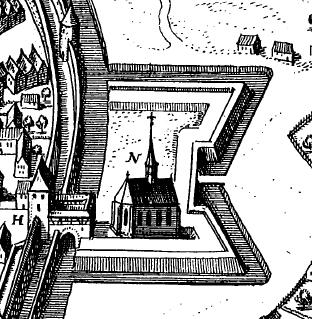
Antic hornabec a la ciutat de Zittau.

Un hornabec és una fortificació exterior que es compon de dos mitjos baluards. Els hornabecs es van desenvolupar a partir del segle xvi.

## Funció militar
Es construïen hornabecs a certa distància d'una fortificació per enfortir un flanc feble. La missió principal d'un hornabec era obligar a l'artilleria enemiga a allunyar-se de la fortificació principal perquè no poguessin arribar a danyar-la.

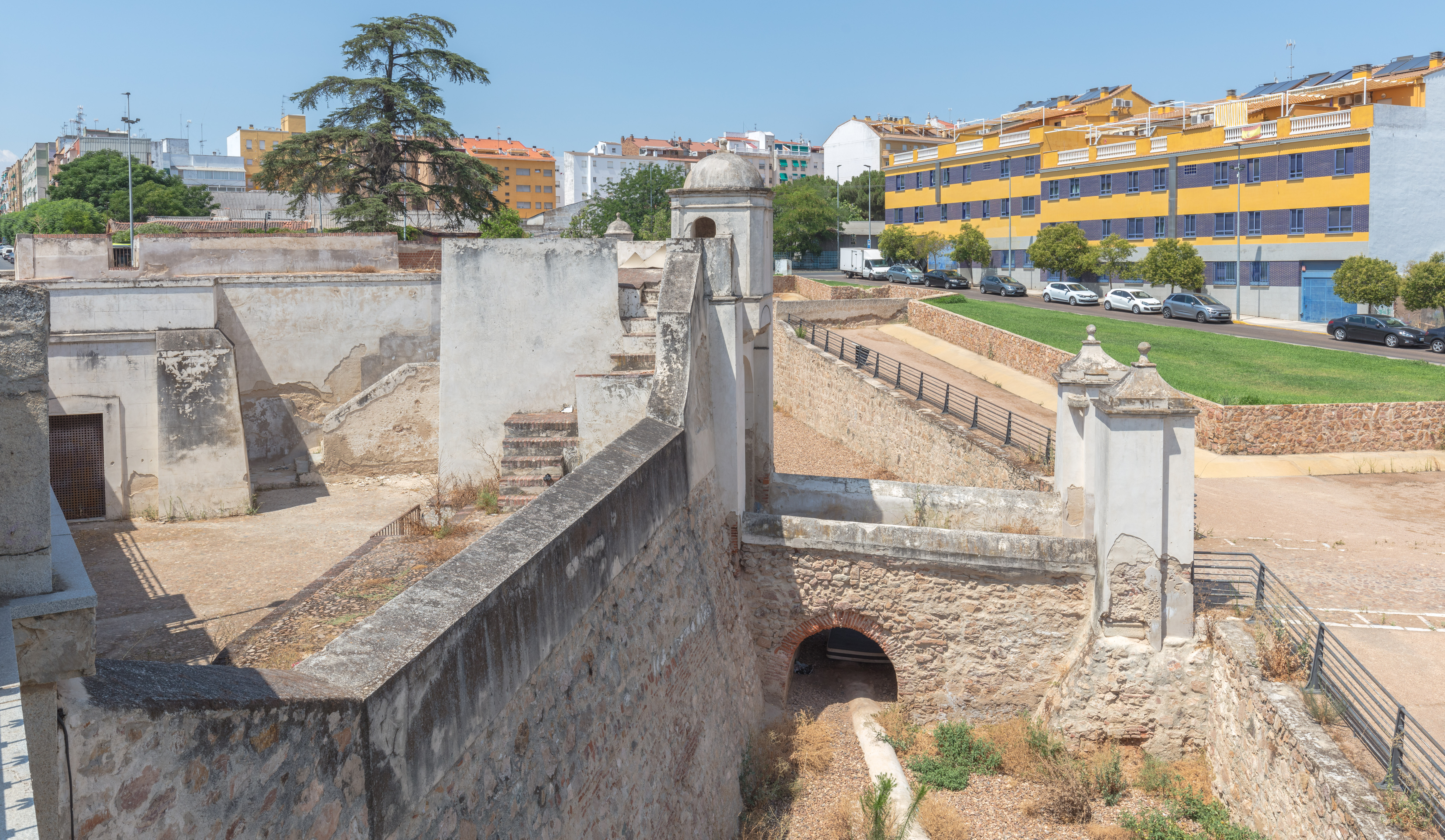
Hornabec del Puente de Palmas, Badajoz.

## Etimologia
La paraula hornabec té el seu origen a l'alemany Hornwerk, de Horn, banya, i Werk, obra, és a dir, construcció en forma de banya.

## Tipus
- De cua d'oreneta. Es diu així quan les ales, en lloc de ser paral·leles, s'estrenyen cap a la plaça.
- De contracua d'oreneta. Es diu així quan les ales de l'hornabec s'eixamplen cap a la plaça.
- Doble o obra coronada. Aquest hornabec difereix del senzill en què en lloc d'un front de fortificació té dos contigus i, per tant, es compon d'un baluard, dos mitjos baluards i dues ales. Serveix per ocupar un espai de terreny al capdavant del cos de la plaça amb l'objecte de mantenir l'enemic a major distància i obligar-li a que augmenti els seus esforços. Ordinàriament es col·loca l'hornabec doble davant d'una cortina o d'un baluard.[3]